# Colle della Cremosina
Il colle della Cremosina (Cremusina in piemontese) è un valico montano tra le province di Novara e di Vercelli.

## Geografia
Il passo dalla Cremosina è percorso dalla Strada Provinciale della Cremosina; collega la zona ai Laghi alla Valsesia ed è una meta ambita per il motociclismo. La strada sottopassa con una galleria il punto di valico vero e proprio, sul quale sorge un oratorio dedicato a San Bernardo, con una breve galleria.